# 巴基斯坦南鰍
巴基斯坦南鰍（學名：Schistura pakistanica）為輻鰭魚綱鯉形目條鰍科南鰍屬的其中一種。被IUCN列為易危保育類動物，分布於亞洲巴基斯坦淡水流域，為特有種，體長可達8.2公分，棲息在河川底層水域，生活習性不明。

## 扩展阅读
維基物種上的相關：巴基斯坦南鰍